# История географии
История географии — история науки географии. В неё входят история физической, экономической и социальной географии, а также рассматриваются вопросы современного состояния географической науки и перспективы её развития.
Она объединяет систему историко-географических наук (История географических исследований и открытий, История картографии, Историческая география, История геоботаники и пр.).

## География Древнего Востока
Уже в 3-м тысячелетии до н. э. в Древнем Египте организовывались экспедиции в центр Африки, по Средиземному и Красному морям. Ещё более значительными географическими познаниями обладали финикийцы. В V веке до н. э. (по одним данным в 525 до н. э., по другим — в 470 до н. э.) финикийские мореплаватели под руководством карфагенянина Ганнона совершили плавание вдоль западного берега Африки. Расселение народов, войны и торговля расширяли знания людей об окружающих пространствах, способствовали разработке и совершенствованию навыков ориентирования по Солнцу, Луне и звёздам. Зависимость земледелия и скотоводства от разливов рек и других периодических природных явлений определила появление календаря.
В 3—2-м тысячелетиях до н. э. представители Хараппской цивилизации (на территории современного Пакистана) открыли муссоны. Элементы географии содержат священные древнеиндийские книги: в «Ведах» целая глава посвящена космологии, в «Махабхарате» можно найти перечень океанов, гор, рек.

## География в античном мире

### Эллинистический период

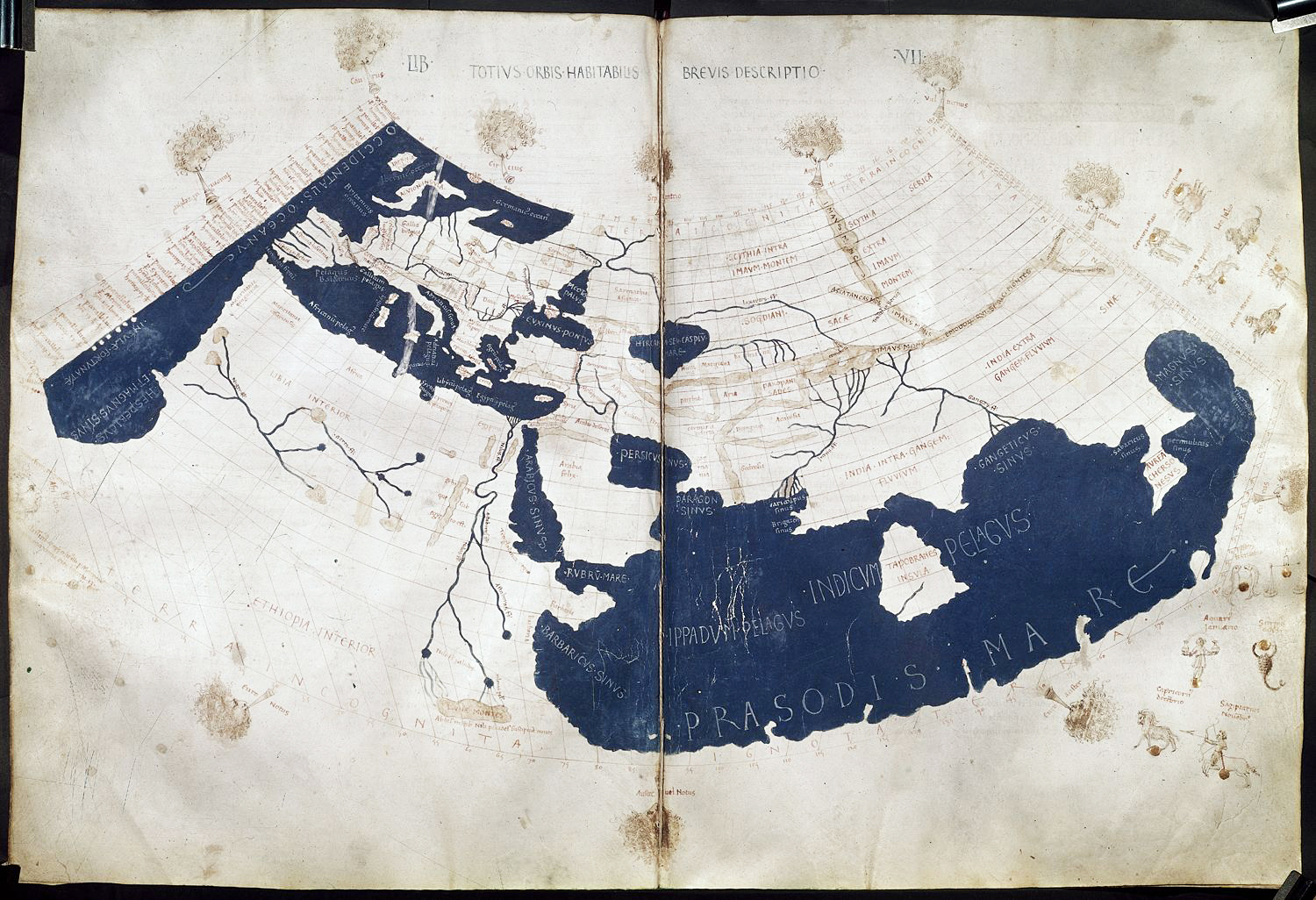
Карта мира Птолемея, воссозданная в XV в. на основе «Руководства по географии» Птолемея (около 150 г.)

Досократическая философская традиция уже породила немало предпосылок к появлению географии. Анаксимандр выдвинул предположение о том, что Земля имеет форму цилиндра, и сделал революционное предположение, что на другой стороне «цилиндра» также должны жить люди. Он издавал и отдельные географические сочинения.
В IV веке до н. э. — V веке н. э. античные учёные-энциклопедисты пытались создать теорию о происхождении и строении окружающего мира, изобразить известные им страны в виде чертежей. Результатами этих изысканий явилось умозрительное представление о Земле как о шаре (Аристотель), создание карт и планов, определение географических координат, введение в обиход параллелей и меридианов, картографических проекций. Описание глобуса приводит древнегреческий поэт Арат из Сол (ок. 315 до н. э. — ок. 240 до н. э.) в поэме «Явления» (Φαινόμενα; стихи 529—533), повествующей о строении звёздного неба и способах предсказания погоды. Кратет Малльский, философ-стоик, изучал строение земного шара и создал модель глобуса, предполагал, как должны соотноситься погодные условия северного и южного полушария.
«География» в 8 томах Клавдия Птолемея содержала сведения о более чем 8000 географических названиях и координаты почти 400 точек. Эратосфен Киренский впервые измерил дугу меридиана и оценил размеры Земли, ему принадлежит и сам термин «география» (землеописание). Страбон был родоначальником страноведения, геоморфологии и палеогеографии. В трудах Аристотеля изложены основы гидрологии, метеорологии, океанологии и намечается разделение географических наук.

## Китай

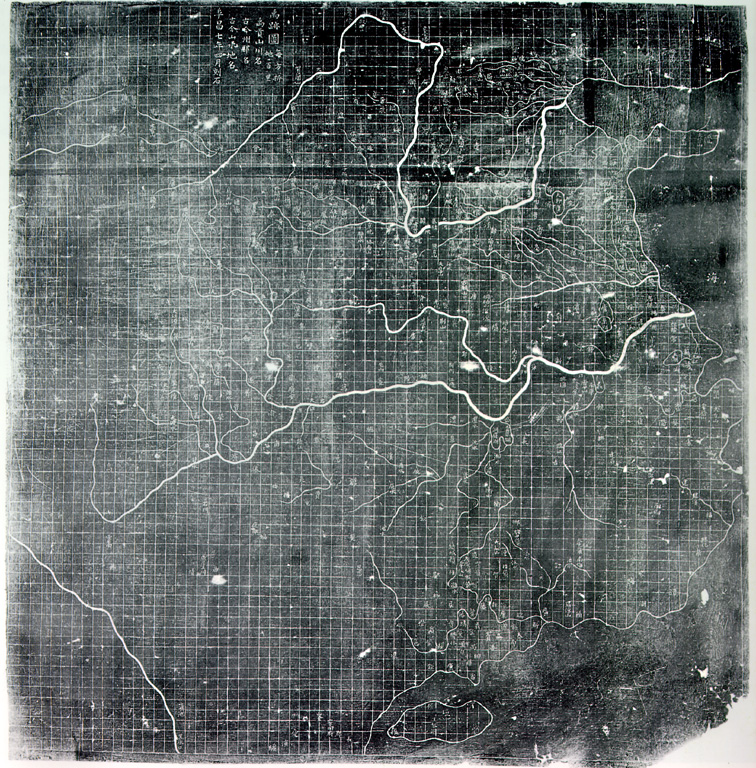
«Юй Цзи Ту» или Карта следов Юй Гуна, вырезанная на камне в 1137 году, Музей стел, Сиань. На этой карте, размером почти метр на метр, изображены прибрежные районы и реки Китая

В Древнем Китае при выборе места для постройки крепости составляли карты подходящих участков. В III веке до н. э. появляются сочинения целиком посвящённые географии, компас и прибор для измерения расстояния, «Региональный атлас» Китая.
Наиболее ранние из известных географических заметок в Китае датируются V веком до н. э., в начале периода Сражающихся царств (481—221 до н. э.). Это была глава «Юй Гун» книги Шу-Цзин, в которой описывались традиционные 9 провинций, тип их почвы, производимые продукты и товары, взимаемая с них дань, их специализация, сельскохозяйственные системы, а также различные реки и озёра, расположенные на их территории. Земли, вошедшие в это описание, располагались у реки Хуанхэ, в нижнем течении Янцзы, равнина между ними с Шаньдунским полуостровом, а также области к западу от северных частей рек Ханьшуй и Вэй.
В древних географических трактатах, которые сильно повлияли впоследствии на более поздних китайских географов и картографов, используется мифическая фигура Великого Юя, описывающего известные земли. Кроме этой личности, других элементов мифологии, легенд или фантазий в этих работах не встречается. Хотя китайская картография во времена Геродота и Страбона была менее точна и системна, но начиная с III и до XIII века методика ведения географических документов стала более совершенной, нежели в Европе.
Самые ранние из сохранившихся в настоящее время китайских карт датируются IV веком до н. э., то есть были сделаны в древнем царстве Цинь. Первое известное употребление геометрической сетки и градуированной шкалы встречается в записях картографа Пэй Сю (224—271). Начиная с I века н. э. официальные китайские тексты содержали географические разделы, которые зачастую были огромными списками названий мест и административных делений, контролируемых правящей династией, описаний горных хребтов, речных систем, налогооблагаемой продукции и т. д. Древний китайский историк Бань Гу (32—92) начал традицию создавать географические справочники, которая была популярной в периоды Южных и Северных Династий и династии Суй. Местные справочники содержали большой объём географической информации, хотя их создатели не были профессионалами.
C V века китайские географические документы начинают содержать всё больше конкретной информации и меньше мифической составляющей. В годы правления династии Хань (202 год до н. э. — 202 год н. э.) под редакцией принца Лю Аня была создана книга Хуайнаньцзы (Книга правителей Хуайнаня, завершена в 139 году), четвёртая глава которой содержала общие систематические сведения о топографии и иллюстрации в виде карт. В книге Чан Чу «Хуа Ян Го Чи» (Историческая география Сычуаня), написанной в 347 году были описаны не только реки, торговые пути и различные народы, но и упоминалась карта Сычуаня (Ba Jun Tu Jing), которая была составлена ещё в 150 году. Написанный в эпоху Троецарствия труд Шуй-цзин (Канон водных путей), авторство которого точно установлено, но часто приписывается Го Пу, содержал описание 137 рек, расположенных в разных частях Китая. В VI веке этот труд был расширен в несколько десятков раз географом Ли Даоюань и получил название Шуй-цзин-чжу (Канон водных путей с комментариями).
В более поздние периоды династий Сун (960—1279) и Мин (1368—1644) появилось гораздо больше систематической и профессиональной географической литературы. Поэт, учёный и чиновник династии Сун Фан Чэнда (1126—1193) написал географический трактат под названием «Гуй Хай Юй Хэн Чи» (Gui Hai Yu Heng Chi), в котором он дал топографическую, сельскохозяйственную и экономическую характеристику каждого региона на юге Китая. Китайский учёный Шэнь Ко (1031—1095) посвятил значительную часть своих работ географии, а также гипотезе о процессе формирования ландшафта (геомофологии), основываясь на найденных на суше окаменелостях морских животных и выкопанных из-под земли окаменелостях бамбука в местах, где сам бамбук расти не мог. Географ династии Юань (XIV век) На-синь написал трактат по археологической топографии регионов к северу от Хуанхэ под названием «Хэ Шо Фан Гу Цзи» (He Shuo Fang Gu Ji). Географ династии Мин Сюй Сякэ (1587—1641) прошёл по китайским провинциям и создал обширную работу по географии и топографии мест, в которых побывал. В своей работе Сюй приводит различные детали путешествия, систематически подходя к измерениям, из-за чего его трактат похож больше на отчёт исследователя XX века, чем на описание учёного XVII века.
Китайцы также занимались сбором географической информации зарубежных регионов. Хоть первые документы, описывающие цивилизации Ближнего Востока, Индии и Центральной Азии, появились ещё во II веке до н. э. после путешествия Чжан Цяня, адекватная информация о топографии и географии этих регионов появилась гораздо позже. Дипломат династии Тан (618—907) Ван Сюань-цэ в VII веке путешествовал в Магадху (северо-восточная часть современной Индии), после чего написал книгу «Иллюстрированные особенности центральной Индии» (Zhang Tian-zhu Guo Tu), которая содержала массу географических данных. Такие китайские географы как Цзя Дань (730—805) также описывали свои заграничные походы. В своей работе Цзя Дань описывает морской путь ко входу в Персидский залив, где средневековые иранцы (которых он называл народом страны Ло-Хэ-И, то есть Персии) воздвигли в море декоративные колонны, служащие маяками. Подтверждая свидетельства Цзя о маяках, арабские писатели Аль-Масуди и Аль-Мукаддаси век спустя писали о подобных структурах в Персидском заливе. В период династии Сун посол Сюй Цзин описал в 1124 году своё путешествие в Корею в книге «Иллюстрированная история посольства в Корею в период правления Сюань-Хэ» (Xuan-He Feng Shi Gao Li Tu Jing). География средневековой Камбоджи (Кхмерской империи) описана в книге «Записки об обычаях Камбоджи» (Zhen-La Feng Tu Ji), которая была написана Чжоу Дагуанем в 1297 году.

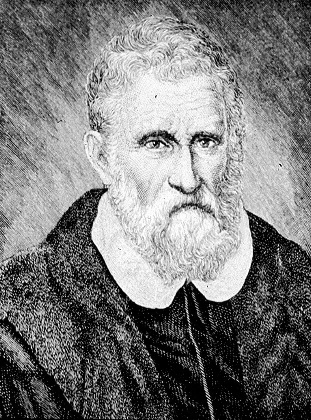
Марко Поло

## Средние века
До середины XV в. открытия греков были забыты, и «центр географической науки» сместился на Восток. Ведущая роль в географических открытиях перешла к арабам. Это ученые и путешественники — Ибн Сина, Бируни, Идриси, Ибн Баттута. Труды: т. н. книги путей и стран (Ибн Хордадбех, аль-Истахри, Ибн Хаукаль и др. авторы), Худуд аль-алам.
Важные географические открытия в Исландии, Гренландии и Северной Америке были сделаны норманнами, а также новгородцами, достигшими Шпицбергена и устья Оби.
Венецианский купец Марко Поло открыл для европейцев Восточную Азию. А Афанасий Никитин, ходивший по Каспийскому, Чёрному и Аравийскому морям и достигнув Индии, описал природу и жизнь этой страны.

### Эпоха Великих географических открытий
XV—XVII века — расцвет географии на фоне всеобщего подъёма культуры и науки. География стала важнейшей наукой, обогатилась сведениями о природе и населении почти всей суши, начала делиться на общую и частную. На карте Меркатора были показаны реальные очертания материков, а на карте Леонардо да Винчи — гипотетический Южный материк. На карте Пири-реиса присутствует Южная Америка. В России же создали «Большой чертеж» Российского государства в 1627 году.

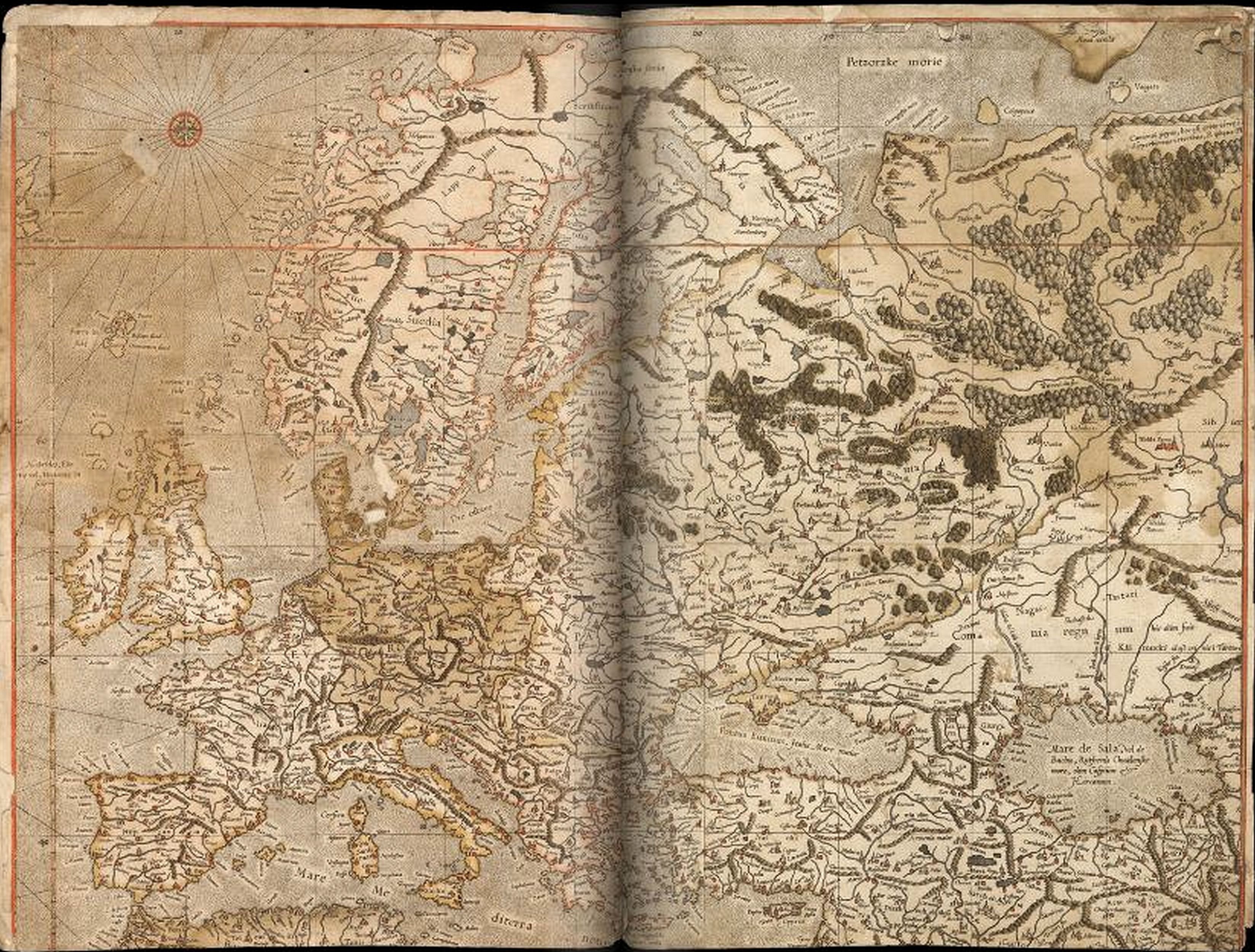
Карта Европы Меркатора, 1554

## XVII—XVIII века
В XVII—XVIII веках поиски новых земель и путей велись с государственным размахом. Большое значение приобрели фиксация, картографирование и обобщение приобретенных знаний. Поиски Южного материка закончились открытием Австралии (В. Янсзон) и Океании. Три кругосветных экспедиции совершил Джеймс Кук, открыв Гавайи и Большой Барьерный риф. Русские первопроходцы продвигались в Сибирь на Дальний Восток.
М. В. Ломоносов в 1739 году создал Географический департамент, а при Екатерине II составил первый кадастр землепользования. Кроме этого, он предложил идеи о непрерывном изменении лика Земли под влиянием внутренних и внешних сил, о движении воздушных масс, о слоях земных и т. д.

## Конец XIX — начало XX века

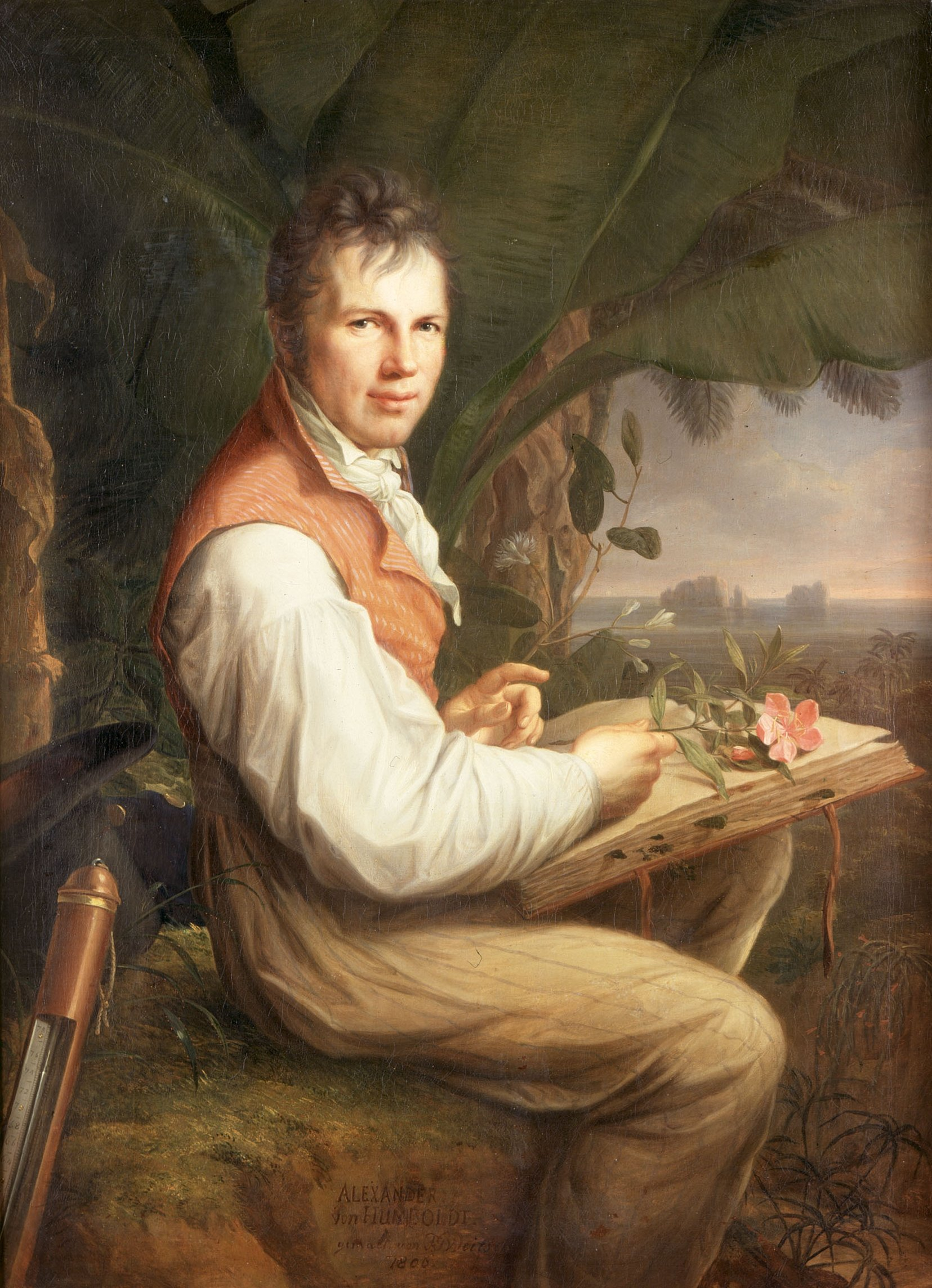
Александр фон Гумбольдт, 1806

Значительные территориальные открытия сочетались с глубокими теоретическими обобщениями, открытием географических законов (Гумбольдт, Риттер, Реклю, Тюнен). География уже не ограничивалась описанием фактов, но и пыталась дать им объяснения. Проводятся прикладные географические исследования и создаются научные географические общества.
В России сформировались: Русское географическое общество, мощные географические школы, представители которых (Литке, Семёнов-Тян-Шанский, Пржевальский, Кропоткин, Миклухо-Маклай, Воейков, Докучаев, Арсеньев) внесли большой вклад в исследование Евразии и других регионов мира.
В 1884 году в Московском университете Д. Н. Анучиным была создана первая кафедра географии.